# Vaux-sous-Aubigny
Pour les articles homonymes, voir Vaux.
Vaux-sous-Aubigny est une ancienne commune française située dans le département de la Haute-Marne, en région Grand Est. Vaux-sous-Aubigny intégrait les communes voisines d'Aubigny-sur-Badin (1959) et Couzon-sur-Coulange (1965). Elle est, depuis janvier 2016, partie intégrante de la commune nouvelle Le Montsaugeonnais.

## Géographie

Logo de Vaux-sous-Aubigny.

Vaux-sous-Aubigny est une commune d'environ 700 habitants. Sa population, contrairement aux villages environnants, a augmenté ces quinze dernières années. Le village, situé à la frontière sud de la Haute-Marne, est à 25 km au sud de Langres et à 40 km au nord de Dijon.
Les résidents du village peuvent travailler dans ces villes ainsi qu'à l'usine de maroquinerie du village et à l'usine SEB de Selongey. Le dynamisme de la municipalité, la proximité de ces villes, la présence de tous les commerces, de médecins, d'infirmières, d'ophtalmologues ont favorisé l'expansion du village.
Depuis une vingtaine d'années, un vignoble a été aménagé sur les coteaux ensoleillés situés au pied du village supérieur (Aubigny-sur-Badin). Une production annuelle de 1 000 hl offre des vins de qualité : le Muid Montsaugeonnais (blanc, rosé, rouge et crémant).

## Histoire
Voie protohistorique la plus ancienne, de Langres aux Alpes, passant par Mirebeau et Dampierre-et-Flée.

## Politique et administration
| Période      | Période  | Identité      | Étiquette | Qualité                     |
| ------------ | -------- | ------------- | --------- | --------------------------- |
| janvier 2016 | En cours | Charles Guené | LR        | maire de Le Montsaugeonnais |

| Période                                  | Période       | Identité        | Étiquette    | Qualité |
| ---------------------------------------- | ------------- | --------------- | ------------ | --- |
| Les données manquantes sont à compléter. |               |                 |              | |
| ?                                        | ?             | Robert Boquenet |              | |
| mars 1983                                | décembre 2015 | Charles Guené   | RPR puis UMP | Conseiller général (1992-2011) Sénateur depuis 2001, vice-président du Sénat depuis 2011 Président de l'Association des maires de la Haute-Marne |

## Population et société

### Démographie

#### Évolution démographique
L'évolution du nombre d'habitants est connue à travers les recensements de la population effectués dans la commune depuis 1793. À partir du 1er janvier 2009, les populations légales des communes sont publiées annuellement dans le cadre d'un recensement qui repose désormais sur une collecte d'information annuelle, concernant successivement tous les territoires communaux au cours d'une période de cinq ans. 
Pour les communes de moins de 10 000 habitants, une enquête de recensement portant sur toute la population est réalisée tous les cinq ans, les populations légales des années intermédiaires étant quant à elles estimées par interpolation ou extrapolation. Pour la commune, le premier recensement exhaustif entrant dans le cadre du nouveau dispositif a été réalisé en 2005,.
En 2013, la commune comptait 690 habitants, en évolution de +2,22 % par rapport à 2008 (Haute-Marne : −2,45 %, France hors Mayotte : +2,49 %).
| 1793 | 1800 | 1806 | 1821 | 1831 | 1836 | 1841 | 1846 | 1851 |
| ---- | ---- | ---- | ---- | ---- | ---- | ---- | ---- | ---- |
| 440  | 450  | 600  | 562  | 637  | 634  | 631  | 628  | 640  |

| 1856 | 1861 | 1866 | 1872 | 1876 | 1881 | 1886 | 1891 | 1896 |
| ---- | ---- | ---- | ---- | ---- | ---- | ---- | ---- | ---- |
| 580  | 557  | 582  | 512  | 534  | 519  | 510  | 478  | 456  |

| 1901 | 1906 | 1911 | 1921 | 1926 | 1931 | 1936 | 1946 | 1954 |
| ---- | ---- | ---- | ---- | ---- | ---- | ---- | ---- | ---- |
| 429  | 439  | 424  | 367  | 423  | 405  | 424  | 416  | 395  |

| 1962 | 1968 | 1975 | 1982 | 1990 | 1999 | 2005 | 2010 | 2013 |
| ---- | ---- | ---- | ---- | ---- | ---- | ---- | ---- | ---- |
| 470  | 531  | 506  | 544  | 663  | 705  | 669  | 697  | 690  |

## Héraldique
| Armes de Vaux-sous-Aubigny | Les armes de Vaux-sous-Aubigny se blasonnent ainsi : de gueules à neuf burelles d'or. |

## Lieux et monuments

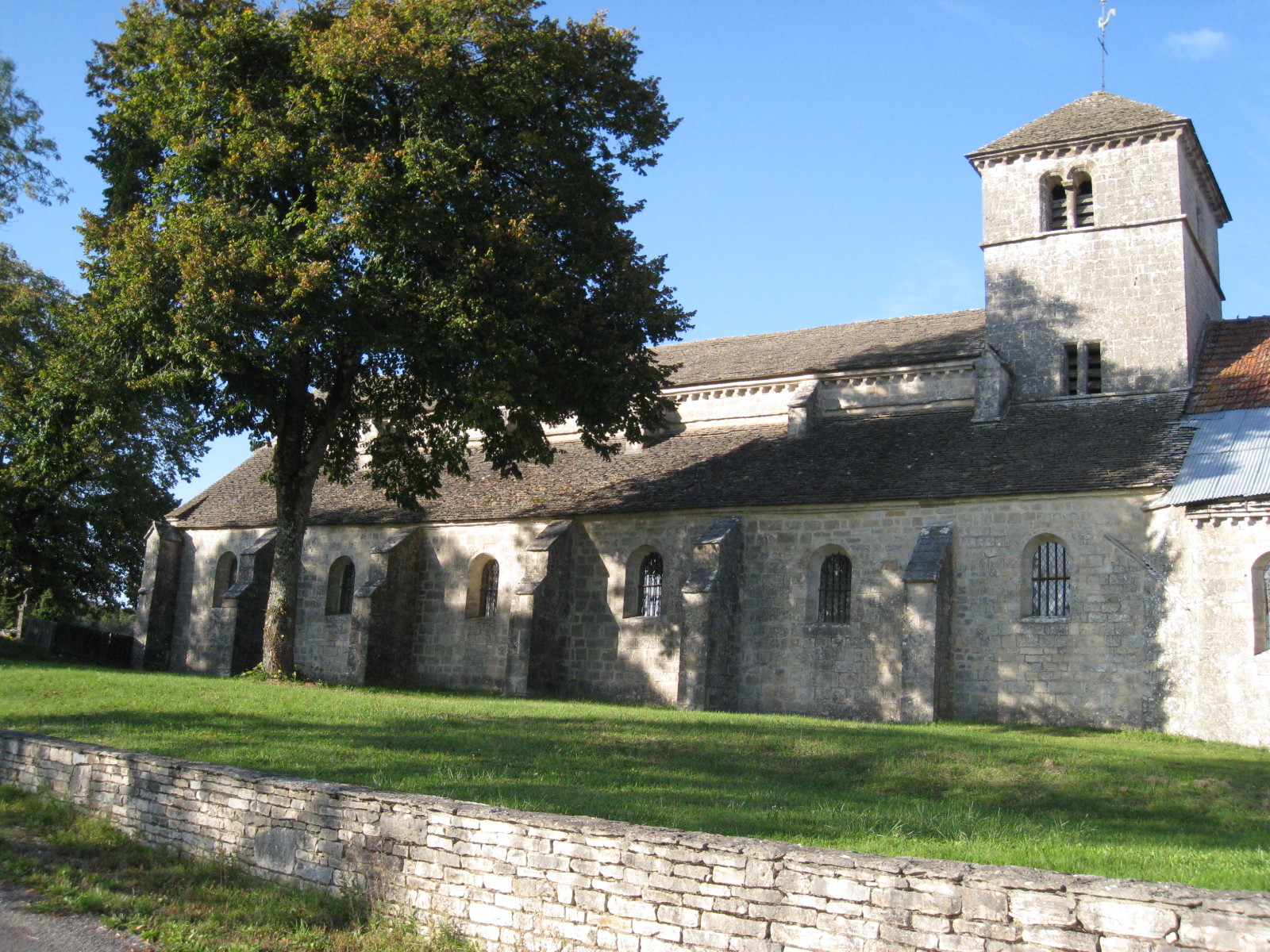
Vue extérieure de l'église d'Aubigny.

- Église paroissiale et prieurale Saint-Symphorien (XIIe et XIIIe siècles) - Aubigny,
- Église Notre-Dame-des-Captifs,

- Fontaine Ronde,
- Statue de Notre-Dame de la Merci (1946),

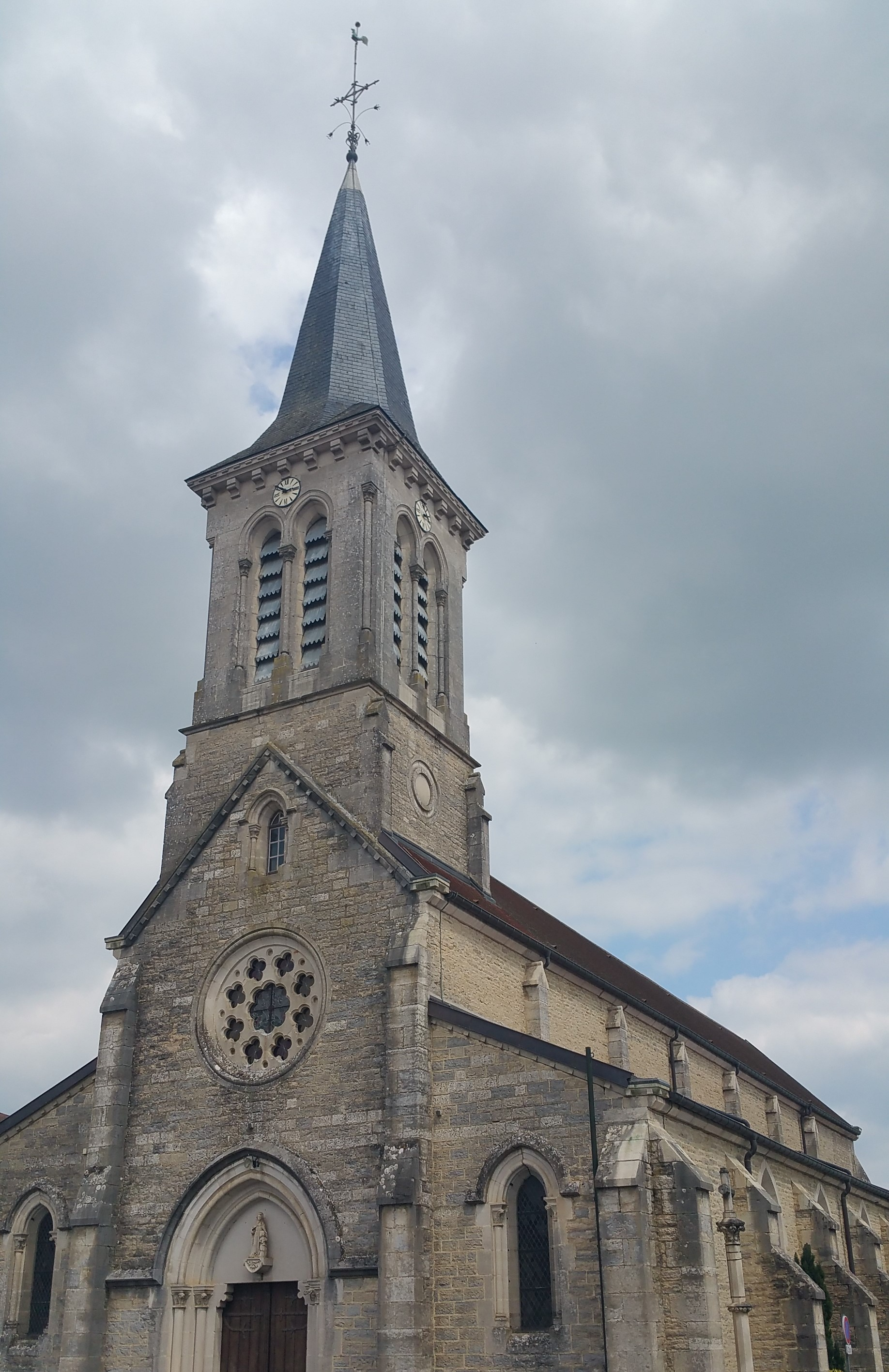
Église Notre-Dame-des-Captifs, dont le clocher surplombe Vaux-sous-Aubigny.

- Lavoirs.

## Vignoble
En 1988 a été créée l'ARVEM (Association pour le Renouveau du Vignoble en Montsaugeonnais), ainsi que l'Ordre des Chevaliers du Montsaugeonnais, dans l'objectif de relancer la tradition vinicole du village. En 1995, les premiers plants de vignes sont plantés. Le caveau, nommé le Muid Montsaugeonnais, est situé dans les bâtiments d'un ancien garage à la sortie sud de Vaux-sous-Aubigny. Les produits du Muid ont été récompensés au salon de l'agriculture 2005 par une médaille d'or pour le chardonnay 2004 et une médaille d'argent pour le rosé 2005. Le Guide Hachette des vins 2007 a également décerné une étoile au pinot noir élevé en fût de chêne 2004.
Chaque année, les quelque 200 membres de l'Ordre se retrouvent lors de la Saint-Vincent tournante, à Vaux-sous-Aubigny, Rivière-les-Fosses, Chatoillenot, Montsaugeon ou encore Prauthoy.
En 2016, les entrepôts du Muid Montsaugeonnais sont victimes d'un important incendie qui détruit une bonne partie des crus de l'année 2015.

## Personnalités liées à la commune
- Charles Dadant, inventeur de la ruche à cadre standard qui porte son nom, est né à Vaux-sous-Aubigny en 1817.